# Saint-John Perse
Saint-John Perse (pravog imena Marie Rene Alexsis Saint-Leger) (Saint-Leger-les-Feuilles, 31. svibnja 1887. – Prewqu'ile-de-Giens, 20. rujna 1975.), francuski pjesnik i diplomat.
Dobitnik je Nobelove nagrade za književnost 1960. godine. Diplomatsku karijeru započeo je na Dalekom istoku kao tajnik francuskog veleposlanstva u Pekingu, a nakon toga zauzimao je visoke položaje u francuskom Ministarstvu vanjskih poslova. Bio je prijatelj Aristidea Brianda te sudjelovao u svim važnijim međunarodnim političkim konferencijama između dva rata. Godine 1940. odlazi u Englesku, zatim u SAD, gdje vodi u tisku kampanju protiv Vichyja (zbog čega mu je Petainova vlada oduzela francusko državljanstvo). Godine 1941. imenovan je konzervatorom Kongresne biblioteke u Washingtonu. U Francusku se vratio 1958. godine. 
Poslije lirskog prvijenca "Pohvale" objavio je zbirku "Images a Crusoe" te "Anabaza". Nakon duge šutnje javio se 1942. zbirkom "Izgnanstvo", za kojom slijede "Vjetrovi", "Morekaze", "Kronika" i "Ptice". 
Njegova intelektualistička poezija bogato je opskrbljena arheološkim, etnološkim i filozofskim inventarom, puna historijskih evokacija, muzejskih dragocjenosti i rijetkih riječi. Njegovu pažnju privlače pradavne civilizacije, tragovi čovjeka u pijesku pustinje, hijeroglifi i grobnice, kineska epigrafija i legende Istoka, Konfucije i Lao Ce. 